# Thun-Saint-Martin
Thun-Saint-Martin település Franciaországban, Nord megyében. Lakosainak száma 542 fő (2022. január 1.). Thun-Saint-Martin Iwuy, Escaudœuvres, Naves és Thun-l’Évêque községekkel határos.

## Népesség
A település népessége az elmúlt években az alábbi módon változott:
| Lakosok száma | 525  | 523  | 518  | 524  | 541  | 541  | 541  | 542  |
|               | 2013 | 2015 | 2017 | 2018 | 2019 | 2020 | 2021 | 2022 |